# Герб Голоб
Герб Голоб — офіційний символ смт Голоби, Ковельського району Волинської області. Затверджений 12 лютого 2007 року рішенням № 2/5 сесії селищної ради.

## Опис
У червоному щиті срібна фігура святого Георгія Змієборця вліво, що вражає списом змія, супроводжувана в правому верхньому кутку срібним розширеним хрестом. У зеленій базі золота підкова вушками донизу. Щит вписаний в золотий декоративний картуш і увінчаний срібною міською короною.